# Băi la La Grenouillère
Băi la La Grenouillère  este o pictură în ulei pe pânză din 1869 a pictorului francez Claude Monet.

## Istoria
Monet i-a scris pe 25 septembrie 1869 într-o scrisoare lui Frédéric Bazille: „„Am un vis, un tablou, băile din La Grenouillère, pentru care am făcut câteva schițe proaste, dar este doar un vis. Pierre-Auguste Renoir, care tocmai a petrecut două luni aici, vrea să facă și el acest tablou.” Monet și Renoir, amândoi aflați într-o stare de sărăcie, erau destul de apropiați la acea vreme.

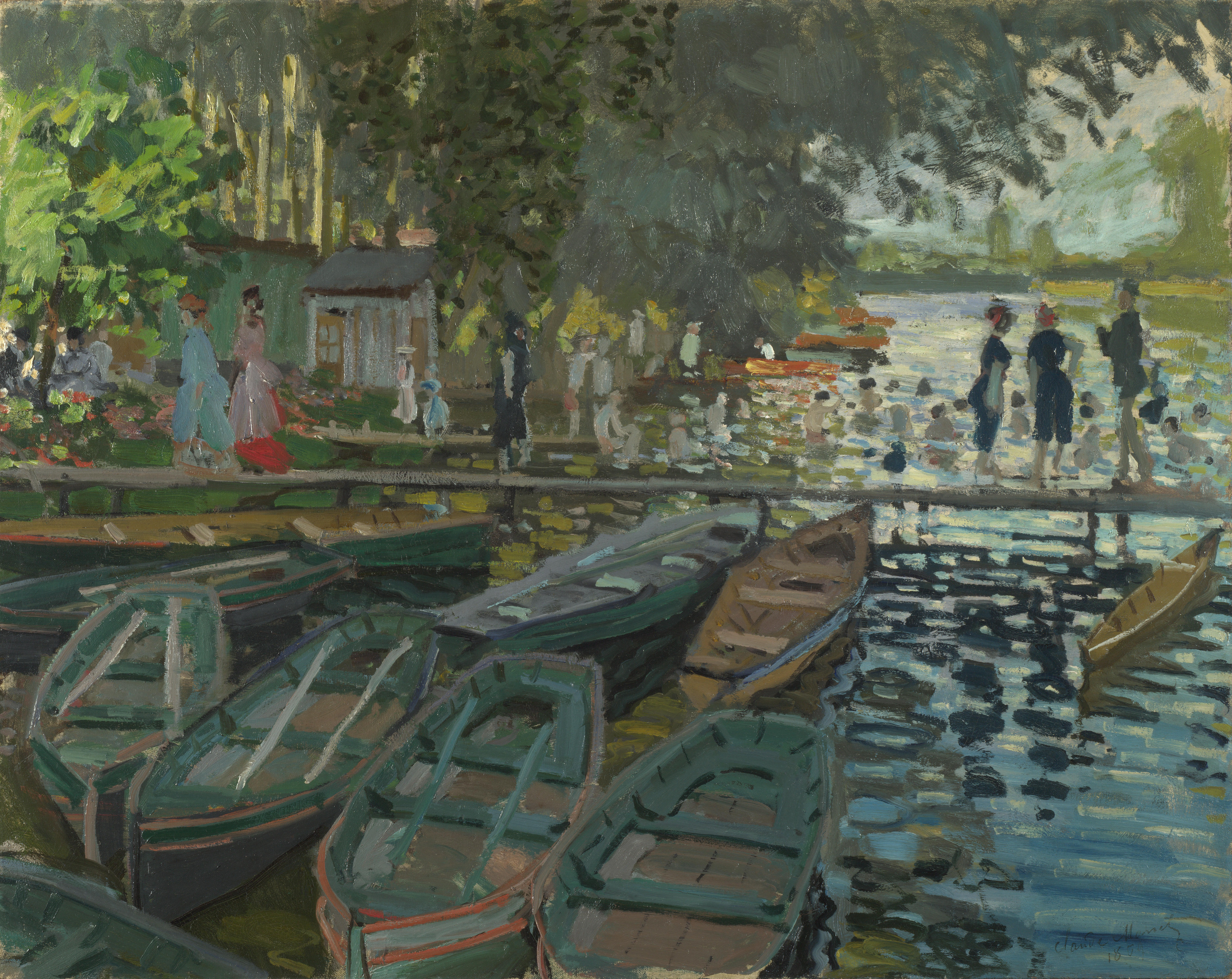
Scăldători la La Grenouillére, Claude Monet. (pictură în ulei pe pânză, 74.6cm x 99.7cm)

Pictura aceasta și una aflată la National Gallery din Londra (Scăldători la La Grenouillére) sunt probabil schițele menționate de Monet în scrisoarea sa. O pictură de dimensiuni mai mari, acum pierdută, dar care s-a aflat în colecția Arnhold din Berlin, se poate să fi fost „pictura” la care a visat. [3] Tușele largi și constructive de aici sunt clar cele ale unei schițe. Pentru tablourile sale de expoziție, Monet a căutat de obicei o suprafață mai delicată și mai calibrată la acest moment. O compoziție aproape identică a aceluiași subiect realizată de Renoir se găsește în Nationalmuseum din Stockholm. Cei doi prieteni lucrau, fără îndoială, cot la cot.
La Grenouillère a fost o populară stațiune pentru clasa de mijloc, un centru de navigație și o cafenea plutitoare. Promovat în mod pozitiv ca „Trouville-sur-Seine”, a fost situat pe Sena, lângă Bougival, ușor accesibil cu trenul de la Paris și tocmai a fost onorat cu prezența de Napoleon al III-lea împreună cu soția și fiul său. Monet și Renoir au găsit în La Grenouillère un loc ideal pentru tablouri despre odihnă.